# Piper PA-8
El Piper PA-8 Skycycle fue un avión ligero monoplaza estadounidense de la década de 1940, diseñado y construido por Piper Aircraft en su planta de Lock Haven, Pensilvania.

## Diseño y desarrollo
Hacia finales de 1944, Piper anunció una serie de aviones que pensaba construir después de la guerra. Uno de ellos fue el PWA-8 (Post War Airplane 8, Avión de Psguerra 8). Se construyó un avión de pruebas aerodinámicas con el nombre de Cub Cycle y voló por primera vez el 27 de agosto de 1944 con un pequeño motor Franklin de dos cilindros. El motor Franklin fue reemplazado por un Continental A40-3 de cuatro cilindros de 28 kW (37 hp); el avión voló por primera vez con el motor Continental el 12 de septiembre de 1944. El Skycycle era un monoplano monomotor monoplaza de ala central recubierto de tela con tren de aterrizaje con rueda de cola. El fuselaje se produjo utilizando un depósito de combustible auxiliar como el que se usaba en el F4U Corsair. El Cub Cycle fue desechado y se construyó un avión similar, pero nuevo, con el nombre Skycycle, que voló por primera vez el 29 de enero de 1945, utilizando el mismo motor Continental que el Cub Cycle. El avión fue modificado nuevamente en 1945 con un motor Lycoming O-145-A2 de cuatro cilindros y 41 kW (55 hp), y fue designado PA-8 Skycycle. No se construyeron más ejemplares.
Una réplica del PA-8 Skycycle, el Carlson Skycycle, fue construida en 1995 por Ernst W. Carlson y producida por Carlson Aircraft de East Palestine, Ohio. Carlson tenía la intención de vender el avión en forma de kit, pero no hubo pedidos y el prototipo fue donado al Museo de Aviación de Piper, ya que el PA-8 original no había sobrevivido.

## Especificaciones (PA-8)
Referencia datos: Peperell/Smith

### Características generales
- Tripulación: Uno (piloto)
- Longitud: 4,8 m (15,7 ft)
- Envergadura: 6,1 m (20 ft)
- Altura: 1,5 m (5 ft)
- Peso cargado: 286 kg (630,3 lb)
- Planta motriz: 1× motor bóxer de 4 cilindros refrigerado por aire Lycoming O-145-A2.
  - Potencia: 41 kW (57 HP; 56 CV)
- Hélices: Bipala de paso fijo

### Rendimiento
- Velocidad máxima operativa (Vno): 190 km/h (118 MPH; 103 kt)
- Velocidad crucero (Vc): 153 km/h (95 MPH; 83 kt)
- Alcance: 640 km (346 nmi; 398 mi) con reservas

## Aeronaves relacionadas

### Desarrollos relacionados
- Carlson Skycycle
- Dart Skycycle
- Fly Hard Trikes SkyCycle
- Lookout Mountain SkyCycle
- Skycycle X-2

### Aeronaves similares
- Lockheed Little Dipper

### Secuencias de designación
- Secuencia PA-_ (interna de Piper): ← P-4 - PA-6/PWA-6 - PA-7/PWA-1 - PA-8/PWA-8 - PA-11 - PA-12 - PA-14 →